# Episodi di Big Time Rush (quarta stagione)
La quarta e ultima stagione della serie televisiva Big Time Rush è stata trasmessa in prima visione negli Stati Uniti da Nickelodeon dal 2 maggio 2013 al 25 luglio 2013.
In Italia è andata in onda in prima visione assoluta su Nickelodeon dal 16 settembre 2013 al 19 ottobre 2013. In chiaro è stata trasmessa nel 2015 su Rai Gulp.
| nº | Titolo originale    | Titolo italiano                     | Prima TV USA   | Prima TV Italia   |
| -- | ------------------- | ----------------------------------- | -------------- | ----------------- |
| 1  | Big Time Invasion   | La grande invasione                 | 2 maggio 2013  | 16 settembre 2013 |
| 2  | Big Time Scandal    | Il grande scandalo                  | 9 maggio 2013  | 17 settembre 2013 |
| 3  | Big Time Lies       | Bugie                               | 16 maggio 2013 | 18 settembre 2013 |
| 4  | Big Time Bonus      | Il bonus                            | 23 maggio 2013 | 19 settembre 2013 |
| 5  | Big Time Cameo      | Il cameo                            | 30 maggio 2013 | 20 settembre 2013 |
| 6  | Big Time Tour Bus   | Big Time Bus                        | 6 giugno 2013  | 21 settembre 2013 |
| 7  | Big Time Pranks II  | Ragazzi contro adulti               | 13 giugno 2013 | 14 ottobre 2013   |
| 8  | Big Time Rides      | Donne e motori                      | 20 giugno 2013 | 15 ottobre 2013   |
| 9  | Big Time Tests      | Tempo di test                       | 27 giugno 2013 | 16 ottobre 2013   |
| 10 | Big Time Cartoon    | Il cartone dei Big Time Rush        | 11 luglio 2013 | 17 ottobre 2013   |
| 11 | Big Time Break Out  | La separazione                      | 18 luglio 2013 | 18 ottobre 2013   |
| 12 | Big Time Dreams (1) | Big Time Award Show - prima parte   | 25 luglio 2013 | 19 ottobre 2013   |
| 13 | Big Time Dreams (2) | Big Time Award Show - seconda parte | 25 luglio 2013 | 19 ottobre 2013   |

## La grande invasione
- Titolo originale: Big Time Invasion
- Diretto da: Savage Steve Holland
- Scritto da: Scott Fellows

### Trama
I Big Time Rush, arrivati all'apice del successo, si trovano a dover fronteggiare diverse rock band inglesi che sbarcheranno in America per un tour. Griffin si rende conto della situazione ed è intenzionato ad ammettere la sconfitta, ma i Big Time Rush non si vogliono arrendere e decidono di combattere quest'invasione. Gustavo si è licenziato e i ragazzi devono trovare un nuovo "Gustavo". Si mettono a cercarlo in tutta Los Angeles, ma trovano solo svitati e malati mentali. Ai Big Time Rush non resta che arrendersi al potere delle band inglesi. Gustavo, però, torna e rimette in pista i Big Time Rush con un nuovo singolo: "Like Nobody's Around". Ora i Big Time Rush sono pronti a ritornare sul palco.

## Il grande scandalo
- Titolo originale: Big Time Rush Scandal
- Diretto da: Savage Steve Holland
- Scritto da: Lazar Saric

### Trama
Lucy diventa la regina del Pop con la sua canzone: "Mi Hai Mollato Per Lei", dove parla di come Kendall l'abbia lasciata per Jo. Così Kendall, per non essere "Swiftato" e non essere definito da tutti un idiota, va da Jo per sistemare le cose con Lucy. Nel frattempo Carlos, mentre cerca di scacciare un insetto, dà per sbaglio uno schiaffo a una vecchietta e viene ripreso dai giornalisti. Anche a Logan succede la stessa cosa, così cercano di rimediare facendo del bene. Invece James e Katie per sistemare le cose fanno una foto falsa mentre James canta con Cher Lloyd la canzone With Ur Love, ma lei li scopre e si vuole vendicare. Kendall, invece, non riesce a sistemare le cose con Lucy che decide di fare una conferenza per rivelare chi è l'"idiota" della canzone. Intanto Logan e Carlos trovano le riprese delle telecamere di sicurezza e le mandano ai giornalisti per dimostrare come siano andati realmente i fatti. Infine tutti i Big Time Rush vanno alla conferenza di Lucy, ma lei per non rovinarli dice che non è Kendall l'idiota della sua canzone. Alla fine Lucy torna ad abitare al Palm Woods.
- Guest Star Cher Lloyd

## Bugie
- Titolo originale: Big Time Lies
- Diretto da: Jonathan Judge
- Scritto da: Dan Serafin

### Trama
Lucy cerca di fare la corte a Kendall, ma lui sta con Jo e cerca di fare in modo che quest'ultima non sappia nulla di quello che sta facendo Lucy. Nel frattempo, James e Carlos distruggono l'ufficio di Gustavo, mentre giocano a bowling con delle bibite gassate ma, per non essere ripresi, inventano la storia di una rapina; Logan invece si finge malato per non andare a uno spettacolo noioso con Camille. Alla fine, Lucy si scusa e confessa a Jo che si interessava a Kendall solo perché cercava ispirazione per delle nuove canzoni, così lei e Jo fanno pace e diventano amiche. Carlos e James imparano la lezione sul mentire e Logan e il Dottor Hollywood si godono lo spettacolo, mentre Camille se ne va annoiata.

## Il bonus
- Titolo originale: Big Time Bonus
- Diretto da: Stewart Schill
- Scritto da: Mark Fellows e Keith Wagner

### Trama
Griffin dà ai ragazzi un bonus di ventimila dollari da spendere in modo responsabile. Kendall decide di investirli in arance, ma per errore finisce per comprare un camion pieno di arance; James, invece, acquista un serpente per impressionare Lucy, ma scopre che a lei non piacciono, finisce per perderlo e spende tutti i soldi per recuperarlo; Carlos decide di assumere un assistente personale; mentre Logan non resiste dal donare dei soldi a chi ne ha più bisogno. Alla fine, sono tutti a corto di soldi: James ritrova il serpente e lo fa portare via per cento dollari; con questi, riassumono l'assistente di Carlos per un'altra ora e lui suggerisce di vendere le arance ordinate da Kendall al suo vecchio capo. Infine, tutti recuperano i ventimila dollari e li ridanno a Griffin, scoprendo che è stato lui ad acquistare le arance.

## Il cameo
- Titolo originale: Big Time Cameos
- Diretto da: Savage Steve Holland
- Scritto da: Jed Spingarn

### Trama
Per favorire la fama dei Big Time Rush, Kelly organizza per loro molti cameo e così i ragazzi finiscono per stancarsi. Tuttavia, quando scoprono che devono fare un cameo con "Coco.0", in un telefilm dove la protagonista è un robot che non deve farsi scoprire dagli altri per essere cacciata, Carlos insiste per partecipare dato che ama la protagonista. Nel frattempo Kelly, Gustavo e Katie riscrivono il copione, dato che quello dei produttori faceva apparire i ragazzi come degli stupidi. Nel frattempo, James e Logan vanno sul set di Jo per gli snack, che sono migliori dei loro. Alla fine Carlos bacia Coco, la libera dalla sua matrigna cattiva e tutti cantano la canzone "Confetti Falling".

## Big Time Bus
- Titolo originale: Big Time Tour Bus
- Diretto da: Carlos Pena Jr.
- Scritto da: Scott Fellows

### Trama
I Big Time Rush sono sui bus diretti al loro concerto di San Diego, ma rimangono bloccati nel traffico. Kendall è nel bus con Carlos, che registra dei video con la sua macchina fotografica; mentre Logan è nel bus con James, che però non è contento di averlo come compagno di viaggio. A Kendal, James e Carlos infatti non piace avere Logan come compagno di viaggio e lui si offende. Kendall intanto scopre dei siti di hater dei Big Time Rush e cerca di far cambiare la loro opinione sul gruppo. Nel frattempo, Victoria Justice tiene i fans occupati fino all'arrivo dei Big Time Rush, mentre anche la signora Knight e Katie sono bloccati nel traffico. Alla fine, Kendall capisce che l'unico modo corretto di affrontare gli hater è quello di ignorarli; James scopre che Logan è invece un buon compagno di viaggio e i Big Time Rush girano il video musicale della canzone Crazy for U sul bus. L'episodio si conclude con il gruppo che riesce a liberarsi dal traffico e arriva al concerto in tempo.
- Guest star: Victoria Justice

## Ragazzi contro adulti
- Titolo originale: Big Time Pranks II
- Diretto da: Jonathan Judge
- Scritto da: Lazar Saric

### Trama
Torna la giornata degli scherzi al Palm Woods, e questa volta i ragazzi combattono contro gli adulti, perché questi ultimi volevano eliminare per sempre la giornata degli scherzi. Logan fa una serie di scherzi sia ai ragazzi che agli adulti, diventando il "capo" degli scherzi. All'inizio i ragazzi battono gli adulti, ma quando Griffin ingaggia le forze speciali e la signora Knight e Gustavo ottengono dei tubi con le freccette da Logan, il gioco diventa difficile. Alla fine rimangono in gioco solo Kendall, Katie e la signora Knight. Vince la la signora Knight, che però decide di lasciare la giornata degli scherzi anche per l'anno seguente.

## Donne e motori
- Titolo originale: Big Time Rides
- Diretto da: Savage Steve Holland
- Scritto da: Keith Wagner

### Trama
James acquista una moto per impressionare Lucy, ma alla fine il tentativo non ha successo. Kendall invece insegna a Jo come guidare col cambio manuale: dopo aver litigato ed essersi lasciati, alla fine tornano insieme. Mentre Carlos e Logan ritrovano un "tesoro" dell'infanzia, il carrettino.

## Tempo di test
- Titolo originale: Big Time Tests
- Diretto da: Savage Steve Holland
- Scritto da: Mark Fellows

### Trama
Logan porta con sè Carlos al test di medicina come "portafortuna"; James è sconvolto perché Lucy è partita per un tour in Europa senza salutarlo ed è ossessionato dalle prove della relazione. Griffin, invece, mette su un laboratorio alla Rocque Records per testare dei prodotti e chiede a Katie, Gustavo e Kelly di provarli.

## Il cartone dei Big Time Rush
- Titolo originale: Big Time Cartoon
- Diretto da: Jonathan Judge
- Scritto da: Scott Fellows

### Trama
I ragazzi entrano in contatto con due Società interessate ad ampliare il marchio Big Time Rush e propongono loro due differenti opzioni: avere un proprio cartone animato o un proprio videogioco. I ragazzi decidono di fare il videogioco, dove devono indossare dei costumi verdi. Tuttavia quando escono dallo studio con i costumi verdi, vengono scambiati per degli alieni impazziti e così decidono di fare il cartone animato. Nel frattempo, al Palm Woods mentre guardano i Due fantagenitori, BuddaBob cade dalla scala e per il colpo preso si convince che lui sia Cosmo e che possa esaudire desideri. Katie e la signora Knight cercano di fargli tornare la memoria con l'aiuto del Dottor Hollywood, che lo colpisce in testa con una padella piena di uova strapazzate.

## La separazione
- Titolo originale: Big Time Break Out
- Diretto da: Jonathan Judge
- Scritto da: Nate Knetchel

### Trama
A una festa alla Rocque Records si celebra l'uscita del nuovo album dei Big Time Rush. Nello studio, Griffin chiede ai ragazzi di decidere autonomamente se vogliono lasciare il gruppo, perché vorrebbe che ciascuno possa decidere della propria vita. I 4 ragazzi sono molto sorpresi e colpiti di cosa Griffin gli stia offrendo, ossia che da soli prendano la decisione che potrebbe cambiare la loro vita. Carlos vuole avere successo a Broadway; Logan diventare il conduttore di un gioco a quiz; mentre James è l'unico che prende la cosa sul serio, dato che ha intenzione di diventare un cantante solista e vorrebbe incidere il suo nuovo album "Break Out Dreams" senza il gruppo. La sua decisione fa andare in tilt tutti i suoi amici, compreso Kendall che si sente offeso da James. Sono partiti col formare una boy band, ma James non era d'accordo fin dall'inizio, voleva solo sentirsi importante e ora ha l'occasione di farlo. Kendall non vuole che la band si separi e desidera con tutto il cuore che i suoi amici si sveglino dai loro sogni, ma scopre che convincere James è molto difficile, perché ha preso una decisione. Kendall non sa cosa inventarsi per far tornare James come prima e decide di dire tutto a Gustavo. Alla fine tutti scoprono la vera intenzione di James e Gustavo e Kelly sono terrorizzati dal fatto che un membro dei Big Time Rush abbia intenzione di lasciare il gruppo. Griffin decide di far separare i Big Time Rush perché finalmente ha un vero cantante, che pensa soltanto a se stesso e non ai suoi amici. Ordina a Gustavo di far cantare a James il suo primo album da solista perché, secondo lui, ha del talento. Griffin vuole vedere James sulle copertine di tutti i Big Tiger ed è molto orgoglioso che lui abbia deciso di intraprendere una strada da solista. Così Griffin gli offre un vero contratto musicale per iniziare a lavorare con lui per i prossimi album.

## Big Time Award Show
- Titolo originale: Big Time Dreams (1 & 2)
- Diretto da: Savage Steve Holland
- Scritto da: Lazar Saric (parte 1); Scott Fellows (parte 2)

### Trama
I ragazzi sono stati invitati al 24° Tween Choice Awards, dove sono stati nominati e votati dal pubblico in cinque categorie. Durante le premiazioni, i Big Time Rush scoprono il piano malvagio dell'amministratore delegato Martin Sharkys, che vende prodotti al formaggio che provocano una dipendenza in chi li mangia. Utilizzando i suoi prodotti vorrebbe infatti fare il lavaggio del cervello a tutto il pubblico che sta seguendo i Tween Choice Awards. I ragazzi devono riuscire a sconfiggerlo e insieme a una spia, Alexa Vega la fidanzata di Carlos, formando il Dream Team. Nello stesso tempo devono anche assicurarsi che i Tween Choice Awards continuino: durante le premiazioni tra i vincitori escono anche i Big Time Rush, nella categoria "Miglior Canzone" con We Are; James finisce per baciare Lucy e realizzare il suo sogno.